# Mshangano
Mshangano (auch Mashangano) ist ein Verwaltungsbezirk (Ward) des Distrikts Songea (MC) in der tansanischen Region Ruvuma.

## Geografie
Mshangano liegt im Südwesten von Tansania. Es ist ein Stadtteil im Norden der Regionshauptstadt Songea. Er grenzt im Nordosten an Tanga, im Osten an Mletele, im Süden an Seedfarm und Msamala, im Südwesten an Mwengemshindo und im Nordwesten an Mpandangindo. Bei der Volkszählung 2022 lebten 22.042 Menschen in 5668 Haushalten auf einer Fläche von 51 Quadratkilometern.

## Gliederung
Der Bezirk besteht aus fünf Stadtteilen (Mtaa):
- Mtaa wa Chandarua
- Muhombezi
- Namanyigu
- Mitendewawa
- Mshangano

## Infrastruktur
- Bildung: In Mshangano gibt es sechs weiterführende Schulen.[8] Die Chandarua Secondary School ist eine staatliche koedukative Schule mit einer Ausbildung bis zur 4. Stufe.[9] Die anderen fünf Schulen werden privat geführt. Die Agathon Secondary School,[10] Eluli Secondary School,[11] Mshangano Secondary School[12] und die Taifa Foundation Secondary School[13] bieten ebenfalls eine Ausbildung bis zur 4. Stufe an, die Beroya Secondary School bis zur 6. Stufe.[14]
- Gesundheit: Im Bezirk liegen ein Gesundheitszentrum[15] und drei Apotheken, zwei davon staatlich[16][17] und eine privat.[18]
- Verkehr: Durch den Bezirk verläuft die asphaltierte Nationalstraße T6.[19]